# 百済来村
百済来村（くだらぎむら）は、熊本県葦北郡にあった村。現在の八代市坂本町百済来上、百済来下、田上、鶴喰、川岳にあたる。

## 地理
- 山岳 : 路木岳
- 河川 : 球磨川、百済来川

## 歴史
- 1889年（明治22年）4月1日 - 町村制の施行により、小川内村、久多良木村、田上村、鶴喰村、川岳村が合併して成立。
- 1961年（昭和36年）4月1日 - 上松求麻村、下松求麻村と合併して坂本村が発足。同日、百済来村廃止。

## 教育

### 小学校
- 百済来村立百済来西小学校（のちの久多良木小学校、2006年〈平成18年〉に八代市立八竜小学校と統合）
- 百済来村立百済来東小学校（のちの田上小学校、2003年〈平成15年〉に他6校と統合して八代市立八竜小学校〈当時、坂本村立〉になる）
- 百済来村立川岳小学校（1961年〈昭和36年〉に中津道小学校に統合）

### 中学校
- 百済来村立百済来中学校（1975年〈昭和50年〉に他2校と統合して八代市立坂本中学校〈当時、坂本村立〉になる）

## 交通

### 鉄道
- 日本国有鉄道
  - 肥薩線
    - 瀬戸石駅

### 道路
- 国道219号
- 熊本県道60号芦北坂本線
- 熊本県道253号破木二見線
- 熊本県道258号田上日奈久線